# Jiřice (district de Nymburk)
Pour les articles homonymes, voir Jiřice.
Jiřice (en allemand : Jirschitz) est une commune du district de Nymburk, dans la région de Bohême-Centrale, en République tchèque. Sa population s'élevait à 269 habitants en 2020.

## Géographie
Jiřice se trouve à 4,5 km au sud de Benátky nad Jizerou, à 19 km au nord-est de Nymburk et à 29 km au nord-est de Prague.
La commune est limitée par Benátky nad Jizerou au nord et à l'est, par Milovice à l'est et au sud, et par Předměřice nad Jizerou à l'ouest.

## Histoire
La première mention écrite de la localité date de 1479.

## Transports
Jiřice se trouve à 5 km de Benátky nad Jizerou, à 19 km de Nymburk et à 29 km de Prague.